# Louis Thuasne

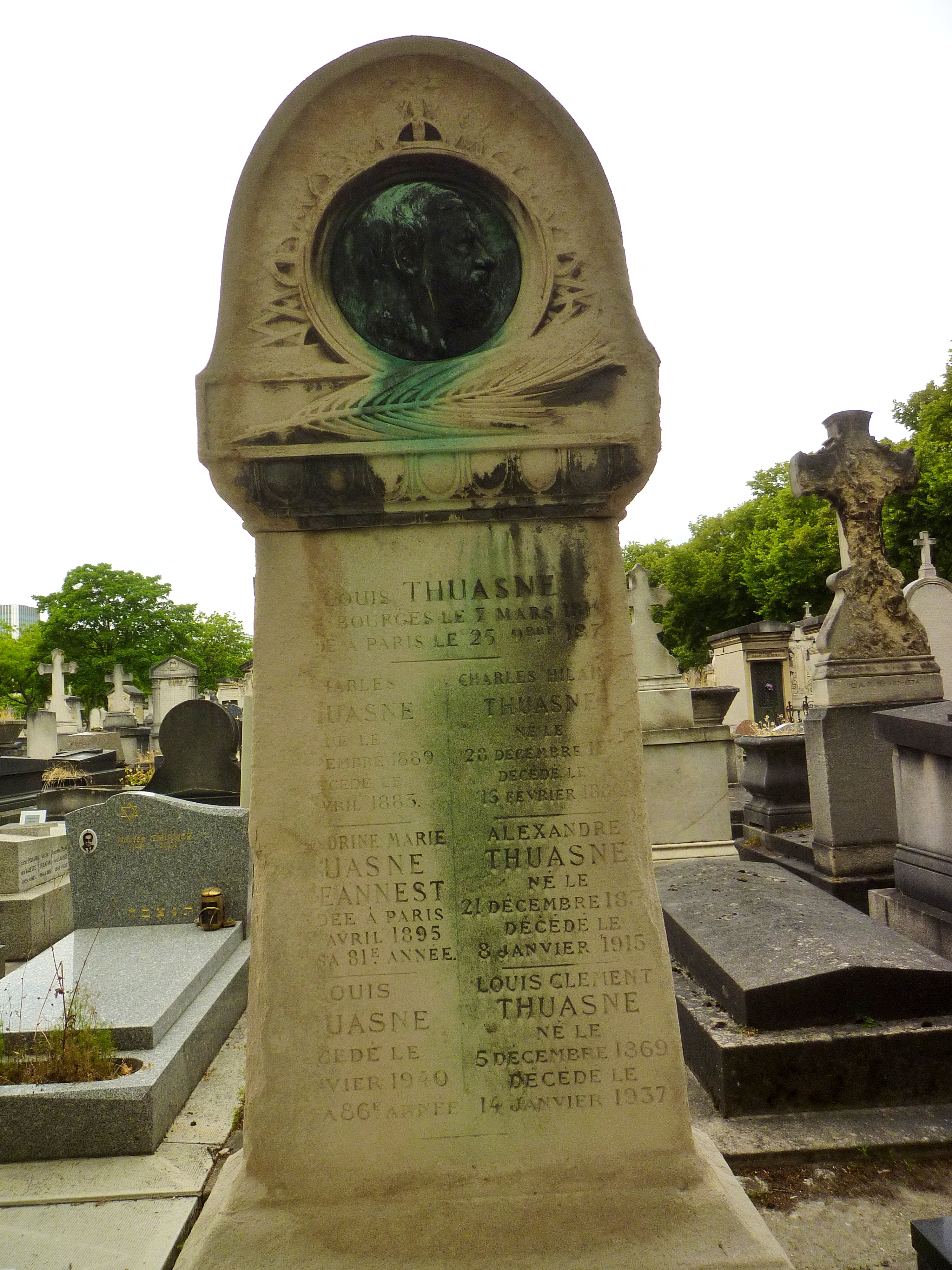
Tombe des Louis Thuasne, l'un inventeur, l'autre médiéviste, au cimetière du Montparnasse (div. 18), à Paris.

Louis Thuasne (né le 9 novembre 1854 à Paris et mort le 9 janvier 1940 à Paris) était un romaniste, médiéviste et critique littéraire français.

## Publications
- (Hrsg.) Johannis Burchardi Diarium sive Rerum urbanarum commentarii (1483-1506). Texte latin, 3 tomes, Paris 1883–1885.
- Le Mal français à l'époque de l'expédition de Charles VIII en Italie, Paris 1886 (Skandalgeschichte der Syphilis; unter dem Pseudonym « Hesnaut »).
- Gentile Bellini et sultan Mohammed II, notes sur le séjour du peintre vénitien à Constantinople (1479-1480), Paris 1888 (türkisch Istanbul 2006).
- Djem-sultan, fils de Mohammed II, frère de Bayézid II (1459-1495), Paris 1892.
- (avec Léon Dorez)  Pic de La Mirandole en France (1485-1488), Paris 1897, Genf 1976.
- (Hrsg.) Roberti Gaguini Epistole et orationes, Paris 1903, Genf 1977.
- Études sur Rabelais, Paris, Émile Bouillon, coll. « Bibliothèque littéraire de la Renaissance », 1904, XIII-450 p. (lire en ligne). Réédition : Études sur Rabelais, Paris, Éditions Honoré Champion, coll. « Bibliothèque littéraire de la Renaissance » (no 5), 1969, XIII-451 p.
- Rabelaesiana, Paris 1905.
- François Villon et Jean de Meun, Paris 1906.
- Rabelais et Villon, Paris 1907, 1969.
- Villon et Rabelais. Notes et commentaires, Paris 1911, présentation en ligne, Genf 1969 - Prix Saintour de l’Académie française 1912.
- (Hrsg.) François Villon, Œuvres. Édition critique, 3 tomes, Paris 1923, Genf 1967 - Prix Saintour de l’Académie française 1924.
- Le Roman de la rose, Paris 1929.